# Landtagswahl im Saarland 1952
- KP: 4
- SPS: 17
- CVP: 29

Die Landtagswahl am 30. November 1952 war die zweite Wahl im französischen Protektorat Saarland.
Nach der Landtagswahl 1947 hatten die Christliche Volkspartei des Saarlandes (CVP) und die Sozialdemokratische Partei des Saarlandes (SPS) eine Regierungskoalition gebildet. Ab 1951 regierte die CVP alleine.
Die CVP konnte ihre absolute Mehrheit ausbauen. Die Wahl wurde jedoch überschattet vom Konflikt über die Saarfrage. Zur Wahl waren keine Parteien zugelassen, die die Vereinigung mit der Bundesrepublik Deutschland anstrebten. Die Demokratische Partei Saar (DPS) wurde deswegen 1951 verboten, die Deutsche Sozialdemokratische Partei und die CDU Saar wurden nicht zugelassen. Diese Gruppierungen riefen dazu auf, „weiß“ zu wählen, also ungültig zu stimmen. Von den 579.226 abgegebenen Stimmen waren 141.792 (24,5 %) ungültig.
Der Deutsche Bundestag protestierte in der Sitzung vom 18. November 1952 gegen die Nichtzulassung der Parteien und verweigerte den Scheinwahlen die Anerkennung. Bundeskanzler Konrad Adenauer erklärte in dieser Sitzung, dass die Bundesregierung die Landtagswahlen von 1952 nicht als freie Wahlen anerkennen könne, da sie das Wahlergebnis von vornherein als verfälscht ansehe, weil ein erheblicher Teil der Bevölkerung nicht die Möglichkeit habe, ihrem politischen Willen Ausdruck zu verleihen.
Kurz vor der Wahl erhielt die Demokratische Volkspartei (DV) die Zulassung.

## Wahlrecht
Die Sitze wurden innerhalb der folgenden Wahlkreise proportional nach dem D’Hondt-Verfahren verteilt:
- Saarbrücken (18 Sitze): Stadt Saarbrücken, Landkreis Saarbrücken
- Saarlouis (13 Sitze): Landkreis Merzig-Wadern, Landkreis Saarlouis
- Neunkirchen (19 Sitze): Landkreis Homburg, Landkreis Ottweiler, Landkreis Sankt Ingbert, Landkreis St. Wendel

Es galt eine landesweite Fünfprozenthürde. Kein Wahlrecht besaßen Deutsche, denen die (von der Bundesrepublik Deutschland nicht anerkannte) saarländische Staatsangehörigkeit nicht zuerkannt worden war, sogenannte Graupäßler.

## Ergebnis
Die Stimmen und Sitze verteilten sich nach dem amtlichen Ergebnis wie folgt:
|                 | Wahlkreis Saarbrücken | Wahlkreis Saarbrücken | Wahlkreis Saarbrücken | Wahlkreis Saarlouis | Wahlkreis Saarlouis | Wahlkreis Saarlouis | Wahlkreis Neunkirchen | Wahlkreis Neunkirchen | Wahlkreis Neunkirchen | Saarland insgesamt | Saarland insgesamt | Saarland insgesamt |
| Anzahl          | %                     | Sitze                 | Anzahl                | %                   | Sitze               | Anzahl              | %                     | Sitze                 | Anzahl                | %                  | Sitze              |                    |
| --------------- | --------------------- | --------------------- | --------------------- | ------------------- | ------------------- | ------------------- | --------------------- | --------------------- | --------------------- | ------------------ | ------------------ | ------------------ |
| Wahlberechtigte | 234.467               |                       |                       | 156.583             |                     |                     | 231.347               |                       |                       | 622.397            |                    |                    |
| Wähler          | 218.514               | 93,2                  |                       | 145.711             | 93,1                |                     | 215.001               | 92,9                  |                       | 579.226            | 93,1               |                    |
| Gültige Stimmen | 163.912               | 75,0                  |                       | 115.767             | 79,4                |                     | 157.755               | 73,4                  |                       | 437.434            | 75,5               |                    |
| Sitze insgesamt |                       |                       | 18                    |                     |                     | 13                  |                       |                       | 19                    |                    |                    | 50                 |
| CVP             | 75.352                | 46,0                  | 9                     | 73.504              | 63,5                | 9                   | 90.565                | 57,4                  | 11                    | 239.421            | 54,7               | 29 (+1)            |
| SPS             | 62.761                | 38,3                  | 7                     | 33.294              | 28,8                | 4                   | 45.828                | 29,1                  | 6                     | 141.883            | 32,4               | 17 (±0)            |
| KP              | 18.689                | 11,4                  | 2                     | 6.176               | 5,3                 |                     | 16.545                | 10,5                  | 2                     | 41.410             | 9,5                | 4 (+2)             |
| DV              | 7.110                 | 4,3                   |                       | 2.793               | 2,4                 |                     | 4.817                 | 3,1                   |                       | 14.720             | 3,4                |                    |

Nach der Wahl bildeten CVP und SPS (bis 1954) eine Regierungskoalition.